# (500521) 2012 TB306
(500521) 2012 TB306 es un asteroide perteneciente al cinturón de asteroides, descubierto el 5 de octubre de 2007 por el equipo del Spacewatch desde el Observatorio Nacional de Kitt Peak, Arizona, Estados Unidos.

## Designación y nombre
Designado provisionalmente como 2012 TB306.

## Características orbitales
2012 TB306 está situado a una distancia media del Sol de 2,993 ua, pudiendo alejarse hasta 3,449 ua y acercarse hasta 2,537 ua. Su excentricidad es 0,152 y la inclinación orbital 4,091 grados. Emplea 1891,96 días en completar una órbita alrededor del Sol.

## Características físicas
La magnitud absoluta de 2012 TB306 es 17,1. 